# Kamov V-80
Kamov V-80 là một tên định danh nghiên cứu dành cho trực thăng tấn công, sau này phát triển thành họ máy bay Kamov Ka-50 một chỗ.